# Temporada de huracanes del Pacífico de 2013
La temporada de huracanes del Pacífico de 2013 fue la primera en ver veinte tormentas con nombre desde 2009, pero también tuvo la novena menor cantidad de unidades ACE registradas, ya que muchas de las tormentas fueron débiles y de corta duración. La temporada comenzó oficialmente el 15 de mayo en el Pacífico oriental y comenzó el 1 de junio en el Pacífico central. Ambos finalizaron el 30 de noviembre. Estas fechas delimitan convencionalmente el período de cada año en el que se forman la mayoría de los ciclones tropicales en la cuenca del Pacífico oriental. Sin embargo, la formación de una tormenta es posible en cualquier momento.
La segunda tormenta de la temporada, el huracán Bárbara, trajo fuertes lluvias generalizadas a gran parte del suroeste de México y América Central. Las estimaciones de daños de la tormenta oscilan entre $50 y $356 millones (2013 USD); Cuatro personas murieron y, según los informes, otras cuatro están desaparecidas. Además de Bárbara, el huracán Cosme mató a tres personas a pesar de permanecer lejos de la costa mexicana. El huracán Erick también trajo efectos leves a la región, matando a dos personas. Más tarde ese mes, la tormenta tropical Flossie amenazó con convertirse en la primera tormenta en azotar Hawái en 20 años, causando daños mínimos. Ivo y Juliette amenazaron a Baja California Sur, y el primero provocó inundaciones repentinas en el suroeste de Estados Unidos. A mediados de septiembre, el huracán Manuel mató al menos a 169 personas en México y fue responsable de daños significativos en la costa occidental y el área alrededor de Acapulco. A fines de octubre, el huracán Raymond se convirtió en la tormenta más fuerte y el único huracán importante de la temporada.

## Pronósticos
Los pronósticos incluyen cambios semanales y mensuales en factores importantes que ayudan a determinar la cantidad de tormentas tropicales, huracanes y huracanes importantes dentro de un año en particular. Según Administración Nacional Oceánica y Atmosférica (NOAA), la temporada promedio de huracanes en el Pacífico entre 1981 y 2010 contenía aproximadamente 15 tormentas tropicales, 8 huracanes y 3 huracanes mayores. La  Administración Nacional Oceánica y Atmosférica (NOAA) generalmente clasifica una temporada como superior al promedio, promedio o inferior al promedio según el índice ACE acumulativo, pero ocasionalmente también se considera el número de tormentas tropicales, huracanes y huracanes importantes dentro de una temporada de huracanes.

### Pronósticos en la pretemporada
El 21 de mayo de 2013, el Centro de Huracanes del Pacífico Central (CPHC, por sus siglas en inglés) publicó su pronóstico de actividad tropical en el Pacífico Central durante 2013. En su informe, la organización predijo una probabilidad del 70 por ciento de una temporada por debajo del promedio, una probabilidad del 25 por ciento de una temporada cercana a la media. -temporada promedio y una probabilidad del 5 por ciento de una temporada superior al promedio, lo que equivale a 1 a 3 ciclones tropicales en la cuenca. Una temporada promedio produce de 4 a 5 ciclones tropicales. Este pronóstico se basó principalmente en la expectativa de condiciones neutrales de El Niño-Oscilación del Sur y una continuación de la oscilación positiva multidecadal del Atlántico.
Dos días después el 23 de mayo de 2013, el Centro de Predicción del Clima (CPC) emitió su pronóstico de actividad tropical en el Pacífico Oriental durante 2013. Con temperaturas superficiales del mar cercanas o inferiores al promedio en el Pacífico Ecuatorial Oriental y una continuación del patrón climático responsable de la actual era de baja actividad de huracanes en el Pacífico que comenzó en 1995, la organización pidió un 55 por ciento de probabilidad de una temporada por debajo del promedio, un 35 por ciento de probabilidad de una temporada cercana al promedio y un 10 por ciento de probabilidad de una temporada por encima del promedio. En total, el Centro de Predicción del Clima (CPC) predijo de 11 a 16 tormentas nombradas, de 5 a 8 huracanes y de 1 a 4 huracanes  mayores; una temporada promedio produce 15,4 tormentas con nombre, 8,4 huracanes y 3,9 huracanes mayores. Tanto la Centro de Huracanes del Pacífico Central (CPHC, por sus siglas en inglés) como la Centro de Predicción del Clima (CPC) destacaron la importancia de estar preparados antes del comienzo de la temporada, y señalaron que pueden ocurrir ciclones tropicales significativos incluso en temporadas por debajo del promedio.

## Resumen de la temporada
| Rank | Daños totales     | Año  |
| ---- | ----------------- | ---- |
| 1    | ≥$13.071 billones | 2023 |
| 2    | $4.64 billones    | 2013 |
| 3    | $3.15 billones    | 1992 |
| 4    | >$2.51 billones   | 2024 |
| 5    | $1.62 billones    | 2010 |
| 6    | ≥$1.577 billones  | 2018 |
| 7    | $1.52 billones    | 2014 |
| 8    | $834 millones     | 1982 |
| 9    | $760 millones     | 1998 |
| 10   | $720 millones     | 1994 |

## Ciclones tropicales

### Tormenta tropical Alvin
A mediados de mayo, un área de baja presión se observó mientras se movía hacia el oeste a través del Océano Pacífico oriental. A las 3:00 p. m. UTC del 15 de mayo, el Centro Nacional de Huracanes (NHC por sus siglas en inglés) inició avisos sobre la depresión tropical Uno-E, que fue centrado alrededor de 650 millas (1045 kilómetros) al sursudoeste de Acapulco, México. La depresión se fortaleció y pasó a ser tormenta tropical a la que se le llamó Alvin unas seis horas más tarde. Las previsiones iniciales del NHC pronosticó que Alvin se intensificaría constantemente en un extremo superior huracán de categoría 1, debido a las temperaturas superficiales del mar de corte y cálido viento de la luz,  las primeras horas del 16 de mayo de cizalladura del viento no previsto anteriormente para impactar el ciclón degradado patrón de convección de la tormenta.  El pronóstico de la intensidad de Alvin fue posteriormente reducido, con un pico de 75 mph (120 km / h) se esperaba.  El 17 de mayo, la NHC afirmó en su último boletín, que Alvin se había degradado a un ciclón postropical ubicándose a unas 790 millas (1275 kilómetros) al suroeste de Manzanillo, México.

### Huracán Barbara
Un centro de baja presión se había formado al sur de las costas de El Salvador el 25 de mayo, a medida que se desplazaba en dirección oeste adquiría organización en nubes. Ubicándose al sur del Golfo de Tehuantepec el 26 de mayo, el sistema disminuyó su velocidad hasta estar casi estacionario. Dos días después, el 28 de mayo a las 21:00 UTC, el Centro Nacional de Huracanes emitió su primer boletín acerca de la Depresión Tropical Dos-E, ubicado a 265 kilómetros al sur-suroeste de la ciudad de Salina Cruz, México. A las 0:00 UTC del 29 de mayo la NHC afirmó que la depresión se había convertido en la Tormenta tropical Barbara ubicado de forma estacionaria a 230 kilómetros de Salina Cruz. Luego la tormenta empezó a desplazar en dirección norte-noreste, fortaleciendo aún más la velocidad de sus vientos. A las 09:00 UTC del 29 de mayo, el gobierno mexicano emitió una advertencia de huracán para las municipalidades aledañas al Golfo de Tehuantepec y amplió la advertencia de tormenta tropical hasta Puerto Ángel. Horas más tarde a las 18:00 UTC, la NHC confirmó que Barbara alcanzó la fuerza de huracán de categoría uno, con vientos máximos sostenidos de 120 km/h y una presión mínima de 990 hPa, ubicándose a 105 kilómetros al este-sureste de Salina Cruz. Luego, la NHC detalló que el ojo de Barbara tocó tierra en el estado de Chiapas a las 19:50 UTC a 35 kilómetros al oeste de Tonalá, cerca de la Pesquería Paredón. Luego el ciclón, ya en tierra, descargó lluvias torrenciales de 409.2 mm (según el observatorio meteorológico de Arriaga), que amenazaron a los pobladores que se encontraban en áreas vulnerables, además de vientos huracanados y marejadas ciclónicas en las costas. Barbara se debilitó a depresión tropical el 30 de mayo por la madrugada, y por la tarde sus remanentes finalmente se disiparon a 40 kilómetros al norte-noroeste de la ciudad de Coatzacoalcos, estado de Veracruz. El ciclón dejó como resultado 4 personas muertas, 640 viviendas afectadas y 2,400 personas damnificadas.

### Huracán Cosme
El 18 de junio, una baja presión monzónica asociada a una ZCIT surgió de las costas de Centroamérica hacia el noreste del  Océano Pacífico.  En ese tiempo, las condiciones no eran favorables para un desarrollo ciclónico; el centro degeneró en una actividad convectiva a medida que giraba en dirección oeste.  Una baja de superficie se desarrolló el 21 de junio y la circulación de nivel bajo con una convección se notó en las imágenes de satélite.  Además los vientos de nivel alto hicieron propicios para un desarrollo, y la NHC indicó que una formación ciclónica era probable.  Subsecuentemente, avisos fueron iniciados en la mañana del 23 de junio de la Depresión tropical Tres-E. El 24 de junio se convirtió en tormenta tropical ubicado a 695 kilómetros al sur de Manzanillo, México al que se le nombró Cosme. Un cono profundo se desarrolló el 24 de junio, y a las 15:00 UTC del 25 de junio se convirtió en un huracán de categoría uno. Durante la noche del 25 de junio, Cosme alcanzó su máxima intensidad con vientos de 140 km/h y ráfagas más fuertes, a 650 kilómetros al sursudoeste de Cabo San Lucas, México.  El 26 de junio por la mañana, Cosme se degradó a tormenta tropical debido una cizalladura de viento vertical bajo.  Cosme a las 21:00 UTC del 27 de junio regeneró en un remanente de baja presión al entrar en contacto con aguas más frías, a 1,330 kilómetros al oeste de Cabo San Lucas, México.
Debido a su gran tamaño, los meteorológos del Servicio Meteorológico Nacional señalaron un riesgo a la costa del sur de México.  En las horas de la noche del 24 de junio se declaró "alerta verde" en los estados de Colima, Jalisco y Michoacán, y "alerta azul" en los estados de Nayarit y Guerrero. Mientras pasaba a través del Archipiélago de Revillagigedo, vientos mayores a 68 km/h fueron reportados en la Isla Socorro.
Las bandas externas de la entonces tormenta tropical trajeron lluvias moderadas en Guerrero. También provocaron inundaciones menores y algunos deslizamientos de tierra, bloqueando carreteras.  Las grandes olas inundaron edificios costeros; estas olas no causaron ningún daño.  Sin embargo, dos personas fallecieron en ese estado. Un turista ahogado en la playa en Zihuatanejo y un oficial, quien murió al chocar su patrulla con un tráiler en una carretera de Acapulco.  Más al norte, en Colima, lluvias fuertes provocarron en deslizamientos de tierra mientras que el mar agitado inundó ciudades costeras. Muchos restaurantes construidos de madera y coco fueron dañados. En Manzanillo, algunas estructuras y muchos árboles fueron caídos debido a los vientos fuertes. Además, unos restaurantes fueron dañados severamente en una playa en el estado de Colima.

### Huracán Dalila
El 26 de junio, el Centro Nacional de Huracanes empezó a vigilar a un área de disturbio que se había formado a unos cientos de kilómetros al sur de Acapulco, México, este se desarrolló de forma lenta a medida que se desplazaba en dirección oeste-noroeste. Producía lluvias desorganizadas acompañadas de tormentas eléctricas. Los vientos de nivel alto hacían más propicios para la formación de un ciclón tropical. El 29 de junio su actividad tormentosa se había organizado, y el 30 de junio el disturbio había adquirido una convección profunda, lo suficiente para ser considerado como un ciclón tropical. Por eso a las 03:00 UTC, emitió su primer aviso indicando que se había formado la Depresión tropical Cuatro-E, ubicado a 485 kilómetros al suroeste de Acapulco, México. Debido a que la depresión se desplazaba en dirección norte, el gobierno mexicano emitió un aviso y vigilancia de tormenta tropical para la costa suroeste del pacífico mexicano.
Horas más tarde, la depresión alcanzó la fuerza de tormenta tropical, por lo que la NHC lo nombró como Dalila. Una cizalladura de viento ligera de una baja de nivel alto en cercanía proximidad con el sistema, causó que este se desorganizara el 30 de junio temprano; sin embargo, se esperaba un fortalecimiento de la tormenta en los próximos días.  El 1 de julio, Dalila empezó a dar un giro en dirección hacia el oeste, alejándose de las costas de México. Dicho esto, el gobierno mexicano decidió descontinuar todos los avisos y alertas de este fenómeno. Día después, ya a una distancia de 305 kilómetros al oeste-suroeste de la ciudad mexicana de Manzanillo, Dalila alcanzó la fuerza de huracán de categoría uno,  evidenciado en que las imágenes de satélite mostraban un ojo casi borroso.  El 3 de julio, Dalila empezó a estar menos desorganizado como resultado de una cizalladura de viento al este y una entrada de aire seco.  En la tarde de ese día, Dalila empezó a debilitarse rápidamente. Su centro definido denso empezó a desaparecer; a las 21:00 UTC, la NHC lo degradó a tormenta tropical.  El 4 de julio, el aire seco y la cizalladura continuó causando la disipación de la actividad de precipitaciones y tormentas la actividad de tormentas eléctricas había aumentado un poco;  sin embargo algunas tormentas eléctricas se desarrollaron en el centro a las 21:00 UTC de ese. A pesar de esto, algunas convecciones permitieron a Dalila seguir siendo una depresión tropical hasta la tarde del 6 de julio.
Cuando Dalila amenazaba el oeste de México, los estados de Colima, Michoacán y Jalisco estuvieron en alerta amarilla; el estado de Nayarit en alerta verde. Alerta azul fueron emitidos en Baja California Sur, Sinaloa, Guerrero y Oaxaca. El puerto de Manzanillo fue cerrado como medida de precaución, donde la tormenta trajo lluvias y marejadas ciclónicas. Las bandas externas de la tormenta también trajeron lluvias de moderadas a fuertes a lo largo de la costa de Colima y Jalisco.

### Huracán Erick
El 1 de julio, un área de baja presión se había formado sobre el Golfo de Tehuantepec, cuyas bandas nubosas se extendían al sur del golfo. Las condiciones ambientales eran propicias para un desarrollo ciclónico.  Por lo que el sistema fue desarrollándose extendiendo sus bandas nubosas más al sur, organizándose e incrementando su actividad tormentosa y de precipitaciones. El 4 de julio, las imágenes de satélite indicaban que el sistema había adquirido un centro bien definido y una convección profunda;  por ello, la NHC empezó a emitir avisos sobre la Depresión tropical Cinco-E, formado a 420 kilómetros al sur-sureste de Acapulco, México. Con el pasar de las horas, la depresión fue adquiriendo organización, mostrando bandas nubosas extendiéndose al suroeste y noroeste del centro.
A las 03:00 UTC del 5 de julio, la NHC había afirmado la formación de la tormenta tropical, con nombre Erick por lo que se emitió un aviso de tormenta tropical para las zonas aledañas a la costa del pacífico de México. Erick, a medida que se desplazaba hacia el noroeste, intensificaba su actividad tormentosa, de vientos y precipitaciones, por lo que nuevas advertencias fueron emitidas más al norte de la zona de advertencia inicial. El 6 de julio, las imágenes de satélite indicaron que Erick se había convertido en un huracán de categoría uno; debido a que un ojo rasgado se estaba formando. Se encontraba ubicado a 145 kilómetros al sur de la ciudad de Manzanillo. El 7 de julio, la NHC afirmó que Erick se había debilitado a tormenta tropical, ubicándose a 420 kilómetros al sureste de la península de Baja California. Ya el 9 de julio, Erick se degradó a un sistema de remanentes.

### Tormenta tropical Flossie
Un área de baja presión se había formado el 21 de julio, a cientos de kilómetros al sursudoeste de Acapulco, México.  A pesar de que las condiciones eran favorables para convertirse en un ciclón, permanecía desorganizado y se desarrollaba lentamente a medida que se desplazaba ligeramente en dirección oeste-noroeste. El 23 de julio, ya a 850 millas al sursudoeste de la península de Baja California, el sistema se había elongado incrementando ligeramente su actividad de lluvias y tormentas eléctricas. Día después, el 24 de julio, la actividad de la baja presión se había organizado lo suficiente para ser considerado como la Depresión tropical Seis-E. Una convección profunda continuó desarrollándose sobre el centro, y por varios factores fueron suficientes para que la depresión se convirtiera en la Tormenta tropical Flossie, el 25 de julio.
El 27 de julio, Flossie salió del área de responsabilidad de la NHC, en el Pacífico este, al del Centro de Huracanes del Pacífico Central ya iniciando su debilitamiento. A pesar de esto, avisos de tormenta tropical fueron emitidos inicialmente en Oahu, pero esta se expandió a todo el archipiélago debido a que la tormenta se había fortalecido y la dirección de su trayectoria cambió al oeste-noroeste. Ya, el 30 de julio, Flossie se debilitó a depresión tropical antes de llegar a la coste del noreste de Maui. Ese mismo día, la convección se disipó y su circulación había degenerado; como resultado de esto, la CPHC descontinuó los avisos sobre esta tormenta.

### Huracán Gil
El 29 de julio, la NHC empezó a monitorear a una amplia área de baja presión situado a 1600 kilómetros al sursudoeste de la península de Baja California. Mientras las condiciones presumiblemente favorecían para un fortalecimiento gradual, el disturbio rápidamente se organizó. El sistema tenía una probabilidad media de convertirse en un ciclón tropical en un intervalo de 2 días a medida que se desplazaba en dirección oeste-noroeste. A las 09:00 UTC de ese día, la NHC había afirmado que una depresión se estaba formando. Las imágenes de satélite evidenciaron que el disturbio se había convertido en la Depresión tropical Siete-E Las bandas nubosas fueron apareciendo durante la tarde de ese día y la convección cerca de su centro de nivel bajo se había organizado; por lo tanto la NHC declaró, a este sistema, como la Tormenta tropical Gil. Después de esto, el ciclón se intensificó, desarrollando una banda nubosa convectiva bien definida alrededor del centro, siendo muy notable en las imágenes de satélite. Un ojo rasgado fue observado a través del centro denso de la tormenta; por eso, la NHC lo ascendió a la categoría de huracán categoría uno, a las 21:00 UTC del 31 de julio. Después de esto, mantuvo su intensidad mientras se desplazaba hacia el oeste.
El 2 de agosto, Gil se debilitó de forma inesperada, según la NHC;  esto se debe a que había dos cizalladuras que se encontraban cerca del sistema. Esto hizo, que las bandas convectivas se tornaran irregulares, y se degradara a tormenta tropical. En los siguientes tres días mantuvo esta incidencia, con una desorganización frecuente; y el 4 de agosto, Gil se degradó a depresión tropical ubicado a 2135 kilómetros al este-sureste de Hilo, Hawái. Se pensaba que Gil se degradaría a un sistema de remanentes, sin embargo su convección y sus vientos alrededor de los 55 km/h se mantuvieron.  El 6 de agosto, su convección se había regenerado e intensificó nuevamente a tormenta tropical a las 09:00 UTC del 6 de agosto. Después de esto, Gil cruzó el meridiano 140°W y pasó al área de responsabilidad de la CPHC. Sin embargo, horas después, el sistema se degradó nuevamente a depresión tropical, y a las 03:00 UTC del 7 de agosto, la CPHC afirmó que Gil se había convertido en un ciclón post-tropical, ubicado a 1850 kilómetros al este-sureste de Honolulu, Hawái; y que por lo tanto ya no emitieron más avisos sobre este fenómeno.

### Huracán Henriette
El precursor de Henriette se había formado de un área de disturbio a 1207 kilómetros al sur de la península de Baja California, el 30 de julio. En las horas siguientes sus nubes se habían organizado y las condiciones ambientales eran propicias para un desarrollo ciclónico. Sin embargo, el 31 de julio, su actividad de lluvias y tormentas eléctricas habían disminuido. Más tarde sus nubes se reorganizaron, y se pensaba que iba a debilitarse más, debido a su cercanía con el Huracán Gil; por eso le habían dado un 50% de probabilidad de una ciclogénesis. Este pronóstico se había cumplido, el 1 de agosto, su actividad tormentosa y de precipitaciones había disminuido.  La baja presión, en las horas siguientes había entrado en un área en donde las condiciones eran marginalmente propicias para convertirse en ciclón tropical mientras se desplazaba al oeste; y que además seguía relativamente cerca de Gil. Día después, cuándo se desplazó al oeste, las condiciones favorecieron el desarrollo de la baja,  convirtiéndose en la Depresión tropical Ocho-E ubicado a 1770 kilómetros al suroeste de la península de Baja California. Argumentando en que una convección profunda se había consolidado cerca de su centro de nivel bajo.
Durante las horas siguientes, no había cambios en su intensidad debido a la presencia de una cizalladura moderada al norte del sistema. El 4 de agosto, la NHC afirmó que la depresión se había convertido en la Tormenta tropical, con nombre asignado: Henriette. La cizalladura había desaparecido, propiciando el fortalecimiento de la tormenta. Varias horas después, un ojo en forma vertical bien definido apareció en las imágenes de satélite, lo que supuso a la NHC asignarlo a la categoría uno de huracán,  ubicado a 2625 kilómetros, al este-sureste de Hawái. El 8 de agosto, el Centro Nacional de Huracanes de Miami afirmó, con un gesto de asombro, que Henriette se había intensificado a la categoría dos de huracán. Sin embargo ellos pronosticaron que, alcanzado su pico de intensidad, habría empezado a debilitarse. Se encontraba ubicado a 1785 kilómetros al este de Hilo, Hawái. En horas de la noche, Henriette cruzó el meridiano 140°W y pasó al área de responsabilidad de la CPHC, iniciando su debilitamiento. A las 15:00 UTC, el sistema se degradó a una tormenta tropical. La tormenta seguía debilitándose y encogiéndose debido a que sus bandas nubosas se disiparon. En la tarde del 11 de agosto, la CPHC degradó a Henriette a Depresión tropical, ubicándose al sur de las islas Hawái;  y horas más tarde a un sistema de remanentes. Este sistema, horas después, se disipó.

### Tormenta tropical Pewa
El 16 de agosto, la CPHC empezó a monitorear un disturbio tropical ubicado muy lejos al suroeste de las islas Hawái. Una convección profunda se desarrolló sobre el centro de la baja presión, y había persistido lo suficiente para ser clasificado como un ciclón tropical.  Por lo tanto, la CPHC empezó a emitir avisos sobre la Tormenta tropical Pewa, formado a 840 kilómetros al sursudoeste del Atolón Johnston. A medida que se desplazaba al oeste, este adquiría mayor velocidad de vientos y una mejor organización de sus nubes, y se pronosticó que, luego de cruzar el meridiano 180° se convertiría en un tifón. El 18 de agosto, Pewa entró en contacto con aguas más cálidas;  y la CPHC emitió su último aviso para este sistema debido a que salía del área de responsabilidad del Pacífico central. Después este cruzó la línea internacional del tiempo, y pasó al área de responsabilidad de la Agencia Meteorológica de Japón, en el Pacífico occidental.  El 24 de agosto se emitió el último aviso sobre este sistema. No hubo daños reportados sobre Pewa.

### Tormenta tropical Unala
Más al este de Pewa, la CPHC se encontraba vigilando a otra área de baja presión nombrada como 90C. Este, a pesar de no tener una circulación cerrada, estaba presentando vientos con fuerza de tormenta tropical al noreste del sistema y estaba mostrando un centro de bajo nivel. Estos factores fueron lo suficiente para ser catalogado como Tormenta tropical, cuyo nombre asignado era Unala; se encontraba ubicado a 2190 kilómetros al oeste de Honolulu. Con el pasar de las horas, Unala seguía adquiriendo una convección profunda, pero esto no duraría mucho tiempo debido a la interacción con el Tifón Pewa y por lo tanto se debilitaría. Entonces, su organización de nubes se puso más pequeña y una cizalladura de viento más el tifón estaban literalmente absorbiendo a la tormenta. Este cruzó la línea internacional del tiempo y pasó a ser vigilado por la JMA. Varias horas después, Unala se disipó en el Pacífico occidental.

### Depresión tropical Tres-C
Tres-C se formó de un área pequeña de baja presión que se encontraba a 1610 kilómetros al oeste-suroeste de Kauai, Hawái el 19 de agosto. Este desarrolló un centro de circulación de nivel bajo muy definido, además que la actividad de tormentas eléctricas habían persistido cerca del centro. A comparación con otros sistemas formados como Pewa y Unala, Tres-C fue relativamente pequeño y esperaban que se disipara en unos dos días o menos, a pesar de que las condiciones eran favorables para una intensificación.  Esto fue debido a una cizalladura vertical de viento que se encontraba al oeste y una dorsal de nivel alto al norte del sistema. Mientras tanto, la CPHC emitió su último boletín, debido a que se encontraba muy cerca de la Línea internacional de cambio de fecha, pasando al área de responsabilidad de la JMA.

### Tormenta tropical Ivo
El precursor de este ciclón se formó de un área de baja presión a 800 kilómetros al sursudoeste de Acapulco, México el 18 de agosto; este producía lluvias y tormentas eléctricas de forma esporádica. A medida que se desplazaba al oeste-noroeste las condiciones ambientales estaban cada vez más propicias para convertirse en un ciclón tropical. El 21 de agosto, sus nubes estaban evidentemente organizados, y horas después, la NHC inició los avisos para la Depresión tropical Nueve-E ubicado a 625 kilómetros al oeste-suroeste de Cabo San Lucas, México; asociada a una Zona de convergencia intertropical. Día después, la NHC había asegurado que la convección cerca de su centro había aumentado con un desarrollo unas nubes de monzón al sur y este del centro, por eso lo elevaron a la categoría de tormenta tropical con nombre Ivo.  Debido a que tomó un giro en dirección noreste, Avisos y alertas fueron emitidos para los estados de la península de Baja California, específicamente desde Punta Abreojos a Loreto, incluyendo la ciudad de Cabo San Lucas, un aviso de vigilancia desde Punta Abreojos a Punta Eugenia.  Por su parte el SINAPROC declaró alerta verde para la Isla Socorro y Baja California Sur.
El 24 de agosto, las extensas bandas nubosas de Ivo, extendiéndose a 315 kilómetros del centro y con una aparente desorganización, empezaron a cubrir la parte sur de la península, propiciando actividad de lluvias con tormentas eléctricas y vientos de tormenta tropical mayores a 75 km/h. Su centro fue difícil de localizar, debido a que tenía múltiples centros de circulación bajo y que por lo tanto no podían tener una ubicación exacta con relación a un punto cercano. Horas más tarde, bandas nubosas de este sistema disminuyeron significativamente, esto es debido a que estaba entrando en un área en donde las aguas se encontraban a una temperatura relativamente fría. Dicho esto, el gobierno mexicano decidió descontinuar todos los avisos y alertas sobre este fenómeno. El 25 de agosto en la madrugada, la NHC afirmó que Ivo se degradó a una depresión tropical por los factores antes detallados, para luego ser declarado como un sistema de remanentes doce horas después.
Sin embargo, el sistema se desplazó por el suroeste de los Estados Unidos provocando lluvias torrenciales con acumulaciones entre 3 a 5 pulgadas.  Por eso avisos de inundaciones fueron emitidos para el Condado de Piima, extendiéndose sobre el oeste del estado de Arizona. Varias carreteras fueron cerradas en el Condado de Yuma. En San Diego, en East County varias carreteras fueron inundadas, igualmente en Borrego Springs en donde se registraron acumulaciones aproximadas de 3 pulgadas de lluvia en menos de una hora, propiciando inundaciones repentinas que provocaron ciertas molestias.

### Tormenta tropical Juliette
Juliette se formó se un área de baja presión a unos cientos de millas al sur-sureste de las costas de Manzanillo, México. Conforme avanzaba las horas, el sistema se fortalecía presentando vientos de fuerza galerna cerca de su centro. Con la sospecha de vientos galernos, la baja interactuó con tierra y se debilitó, además esperaban que ya no se iba a desarrollar. Sin embargo, las imágenes de satélite indicaron que el área de disturbio adquirió una circulación de vientos cerrada mientras se ubicaba a 281 kilómetros al sureste de la península de Baja California. Por eso se empezaron a emitir avisos y alertas sobre la Tormenta tropical Juliette, con vientos máximos sostenidos de 75 km/h y ráfagas más fuertes.
La tormenta se desplazaba rápidamente alcanzando una velocidad máxima de 37 km/h, por eso el gobierno mexicano extendió los avisos de tormenta más al norte del aviso inicial. El 29 de agosto, la tormenta empezó a debilitarse debido a que ya estaba entrando en contacto con aguas frías, por eso el gobierno decidió descontinuar todos los avisos sobre este fenómeno Se debilitó a depresión tropical, y el 28 de agosto se degradó a un sistema de remanentes por la misma razón: las temperatura fría de las aguas adyacentes de la península.  Juliette dejó como saldo a 4 personas fallecidas, una familia compuesta de 3 personas por intoxicación de monóxido de carbono, y uno más al recibir descargas eléctricas.

### Huracán Kiko
Un área de baja presión localizada a 805 kilómetros al suroeste de la península de Baja California, México se organizó lo suficiente para que el 30 de agosto el Centro Nacional de Huracanes de Miami la declarara como la Depresión tropical Once-E. Horas más tarde dicha depresión tropical se convirtió en la Tormenta tropical Kiko.
Kiko mantuvo un trayecto hacia el norte-noroeste y siguió aumentando en intensidad. El día 1 de septiembre alcanzó su pico de intensidad y amenazaba con convertirse en huracán debido a que mantenía vientos de 110 kilómetros por hora con rachas más fuertes. Sin embargo, en análisis postropicales se concluyó que el Kiko alcanzó la categoría de huracán categoría uno, con vientos sostenidos en un minuto de 120 km/h con rachas mayores.  A las 21:00 horas UTC de ese mismo día, el sistema comenzó a debilitarse y a moverse hacia el norte disminuyendo su velocidad de desplazamiento. En la madrugada del día siguiente, Kiko se debilitó a depresión tropical y finalmente, en la tarde se disipó.

### Tormenta tropical Lorena
Lorena se formó de un área de baja presión al suroeste de las costas de México, exactamente a 245 kilómetros al suroeste de Manzanillo, México.  Esto fue debido a que la baja se había definido, mostrando una convección profunda en su centro, por eso se le asignó al sistema como la depresión 12E. Después de esto, la depresión se convirtió en la tormenta tropical Lorena, aunque se pensaba que la estructura ciclónica no favorecería para una rápida intensificación porque iba a ubicarse en aguas más frías o iba a interactuar con tierra. A pesar de esto, se emitieron avisos de tormenta tropical para las zonas de la península de Baja California. Al principio, los meteorógos encontraron dificultades para localizar su centro, éste apareció más tarde justo al norte de las bandas nubosas. Durante las siguientes horas, Lorena estuvo manteniendo su fuerza por el factor de que se encontraba en aguas un poco frías y estar cerca de tierra.
El 7 de septiembre, Lorena inició su debilitamiento; su centro de nivel bajo se elongaba y su convección profunda disminuía. Esto ocurría ubicado a 115 kilómetros al oeste-noroeste de Cabo San Lucas. A las 09:00 UTC de ese día, la NHC degradó al sistema a Depresión tropical, convirtiéndose en un ciclón post-tropical el 8 de septiembre. Este se disipó un día más tarde.

### Huracán Manuel
Manuel, fue el séptimo huracán de la temporada. Se formó de una baja presión que se encontraba al sur de México. Éste poseía un centro bien definido y una convección organizada; por eso la NHC declaró la formación de la Depresión tropical Trece-E, ubicado a 225 kilómetros al sur de Zihuatanejo, México. La depresión se encontraba en aguas cálidas además de que una cizalladura de viento se encontraba débil. Es decir, las condiciones ambientales eran muy cómodas para una intensificación. Por eso, la depresión se convirtió en la Tormenta tropical Manuel a 240 kilómetros al sur-suroeste de Zihuatanejo. Dicho esto el Gobierno de México emitió una alerta de tormenta tropical para el Estado de Guerrero, y un aviso de inudación para los estados de Oaxaca y Chiapas. A las 03:00 UTC del 14 de septiembre la tormenta disminuyó su velocidad de desplazamiento hasta estar casi estacionario, esto se debe a que Manuel se encontraba en un área de "giro de escala sinóptica" asociada con Ingrid lo que estaría propiciando su desplazamiento hacia el noreste. La tormenta se intensificó y, por la razón de estar estacionario, descargó lluvias torrenciales con acumulaciones máximas de hasta 15 pulgadas. Dicho esto, y por tener al Huracán Ingrid en el Golfo de México, el servicio de protección civil alertó a doce estados del país a estar preparados para enfrentar las lluvias. Con el paso de las horas el sistema estuvo organizándose más: elongando y mostrando simetría en sus bandas nubosas,  y a las 09:00 UTC del 15 de septiembre la tormenta alcanzó su primer pico de intensidad de vientos de 110 km/h. A las 21:00 UTC, Manuel tocó tierra a 20 kilómetros al norte de Manzanillo, debilitándose a depresión tropical seis horas después. A pesar de esto las lluvias persistían provocando inundaciones en los estados de Colima, Guerrero, Jalisco y Oaxaca. El 16 de septiembre, el sistema se disipó al oeste de México.
Al entrar a las aguas del Golfo de California, los remanentes de Manuel se reorganizaron debido a condiciones favorables, convirtiéndose nuevamente en una Depresión tropical. Esas condiciones eran muy similares a las que se presentaron al suroeste de la costa Mexicana, por eso propiciaron la reintensificación de Manuel a Tormenta tropical. Se ubicaba a 220 kilómetros al este-noreste de Cabo San Lucas. A las 21:00 UTC del 18 de septiembre, la NHC, a través de las imágenes de satélite afirmaron que un ojo bien definido se había formado sobre el centro de la tormenta. Con esta característica sumado a las condiciones favorables, la NHC afirmó que Manuel se había convertido en huracán de categoría uno con vientos máximos de 120 km/h ubicado a 30 kilómetros al suroeste de Altata, México con su ojo muy cerca de tierra. A las 15:00 UTC del 19 de septiembre, Manuel tocó tierra por segunda vez a 150 kilómetros al sureste de Los Mochis, en el estado de Sinaloa, degradándose a tormenta tropical tiempo después. A las 03:00 UTC, Manuel finalmente se disipó al entrar en contacto con la Sierra Madre Occidental, el 20 de septiembre.

### sa
Narda se formó de un área de baja presión al sursudoeste de la parte sur de la península de Baja California el 6 de octubre. Este estaba presentando en su estructura una convección muy persistente evidenciado en las imágenes de satélite. Por eso, la NHC lo identificó como la Depresión tropical Catorce-E. La convección siguió aumentando cerca de su centro sobre la porción oeste de su circulación durante las pasadas horas, además que según la clasificación Dvorak estimaba vientos de 35 nudos (65 km/h). Por estos factores, la NHC ascendió a este sistema como Tormenta tropical con nombre Narda.
Durante las horas siguientes después de su formación, el sistema se ha estado organizando, alcanzando su máximo pico de intensidad de vientos de 100 km/h y una presión mínima de 998 hPa. Sin embargo, el 8 de octubre las imágenes de satélite indicaron que su centro, a pesar de permanecer al noreste, estaba sobre un área disminuida de covexión profunda y su intensidad estaba disminuyendo. Por eso, la NHC desestimó su predicción que Narda iba a convertirse en un huracán. El 9 de octubre, Narda se degradó a una depresión tropical debido a condiciones hostiles para su desarrollo como son: la temperatura del mar y una cizalladura de viento al oeste que con el pasar de las horas se había intensificado;  el sistema se encontraba ubicado a 2040 kilómetros al oeste-suroeste de la península de Baja California. El 10 de octubre a las 15:00 UTC, la NHC degradó a Narda a un sistema de remanentes debido a que su convección era poco persistente; se piensa que el sistema podría regenerarse, sin embargo esto es poco probable debido a condiciones infavorables.

### Tormenta tropical Octave
Octave fue la tormenta número diecisiete de la temporada. Su precursor, un disturbio asociado a un área de lluvias y tormentas eléctricas desorganizadas empezaron a ser monitoreadas por la NHC a unos cientos de millas al sur de Puerto Ángel, México el 8 de octubre. Paralelo a la costa mexicana, las condiciones ambientales esperaban a ser propicias para un desarrollo favorable en los siguientes días. Sin embargo, su convectividad disminuyó el 10 de octubre, disminuyendo sus probabilidades de formación ciclónica. Luego de estar relativamente ampliado y desorganizado por dos días, la actividad tormentosa empezó a organizarse sobre un centro bien definido el 12 de octubre. Tomando en cuenta las imágenes de satélite, el disturbio fue ascendido a la Depresión tropical Quince-E a las 03:00 UTC el siguiente día. Sus bandas nubosas se hicieron prominentes en el satélite además que ASCAT mostró vientos máximos sobre la categoría de tormenta tropical; por esta razón, la NHC ascendió a esta depresión como la Tormenta tropical Octave a las 09:00 UTC del 13 de octubre.
Su convección aumentó, además su presión mínima medida en la Isla Socorro había disminuido de 1002 hPa a 1001 hPa; por eso la NHC estimó su velocidad de vientos en 85 km/h. El 14 de octubre, Octave tomó un giro en dirección norte debido a la presencia de una dorsal subtropical localizada al este; luego al norte-noreste.  Por esta trayectoria, el gobierno mexicano emitió un aviso de tormenta tropical para las localidades entre Santa Fe y Punta Abreojos en la porción suroeste de la península de Baja California. Con el pasar de las horas, Octave había descargado lluvias en los estados de Baja California Sur, Chihuahua, Coahuila, Sonora, Sinaloa y lluvias fuertes en Durango. En Baja California Sur, Octave tocó tierra mientras se desplazaba en dirección norte-noreste a 19 km/h como una depresión tropical. Con esto, los avisos de tormenta tropical fueron descontinuados. Una aeronave Cessna 208-B Grand Caravan con matrícula XA-TXM de Aéreo Servicio Guerrero con 14 personas a bordo que cubría un vuelo entre el Aeropuerto de los Mochis y el Aeropuerto Nacional de Ciudad Constitución con escala en el Aeropuerto de Loreto, se estrelló en la Sierra de la Giganta cuando cubría el último tramo de su ruta. Se presume que volaba a baja altitud debido al mal clima derivado de la tormenta. Ninguno de los 13 pasajeros ni el piloto sobrevivieron.

### Tormenta tropical Priscilla
Priscilla fue la tormenta número dieciocho de la temporada. Se formó derivado de un disturbio tropical asociado a una amplia área baja presión que se formó a 1.368 kilómetros al sursudoeste de la península de Baja California el 12 de octubre. Se pensaba que el disturbio no se formaría debido a su proximidad con Octave; sin embargo, esto no fue así. Las condiciones favorables ayudaron a la formación de la Tormenta tropical Priscilla mientras se ubicaba a 1.125 kilómetros al suroeste de la península de Baja California. Luego de alcanzar su máximo pico de vientos de 75 km/h,  el 15 de octubre, Priscilla empezó a debilitarse debido a que estaba entrando en un área donde las condiciones eran infavorables. A las 21:00 UTC, Priscilla se debilitó a depresión tropical. Seis horas después la convección de Priscila desapareció y por lo tanto se consideró como un ciclón post-tropical;  se encontraba ubicado a 1235 kilómetros al oeste-suroeste de la península de Baja California.

### Huracán Raymond
La noche del 19 de octubre, un área de baja presión frente a la costa sur de México encontró condiciones favorables para desarrollarse en la Depresión tropical Diecisiete-E, cuando se localizaba a 330 km al sur de Acapulco. Por consiguiente, se emitió una alerta de tormenta tropical desde dicho puerto hasta Lázaro Cárdenas. En las primeras horas del día 20, se convirtió en la tormenta tropical Raymond. Después de esto, el sistema incrementó su convección profunda cerca del centro debido a que se encontraba sobre aguas cálidas y una cizalladura de viento débil. Rápidamente Raymond expuso un ojo aparente y sus vientos aumentaron a 160 km/h; por estos factores, fue considerado huracán de categoría dos, mientras se encontraba a 215 kilómetros al sur de Zihuatanejo, México. El gobierno de México emitió un aviso de huracán para las localidades comprendidas entre Técpan de Galeana y Lázaro Cárdenas. El 21 de octubre, Raymond continuó intensificándose rápidamente mostrando un ojo circular simétrico y alcanzando vientos mayores a 205 km/h en un minuto, considerado pues, como un huracán mayor de categoría tres. Esta intensidad supuso al sistema, como el ciclón más fuerte de la temporada superando a Henriette.  El ojo se encontraba estacionario a 170 kilómetros al sursudoeste de Zihuatanejo. Debido a la presencia de una baja de mediano a alto nivel al norte y unas dorsales subtropicales al oeste y este del sistema, el desplazamiento de Raymond se tornó errático y nulo;  esta tendencia se mantuvo desde las 09:00 UTC del 21 de octubre a las 12:00 UTC del 23 de octubre, ya degradado a tormenta tropical. En este periodo, se registraron preciìtaciones con acumulaciones de 194 milímetros en Acapulco. El 21 de octubre, las bandas nubosas de Raymond trajeron lluvias fuertes a la costa occidental mexicana, resultando en inundaciones menores. Aproximadamente 21 hogares fueron inundados, resultando en la evacuación de cinco personas; tres árboles fueron destrozados y dos muros destruidos. También, más de 585 personas se quedaron sin sus hogares, algunas calles de la ciudad de Acapulco fueron cerradas. Raymond empezó a desplazarse en dirección oeste-suroeste, exponiendo su centro de circulación de nivel bajo al suroeste. Esto es debido a la presencia de una fuerte cizalladura y la entrada de aire seco imposibilitando su reintensificación. Sin embargo, a partir del 24 de octubre, al entrar en contacto con aguas más cálidas, la convección profunda de Raymond se reorganizó, expandiendo sus bandas nubosas, aumentando su actividad de lluvias, tormentas eléctricas y de vientos. El 28 de octubre a las 03:00 UTC, mientras se ubicaba a 1.115 kilómetros al suroeste de la península de Baja California, Raymond alcanzó su segundo pico de intensidad, como huracán de categoría dos, presentando vientos máximos de 165 km/h con ráfagas mayores y una presión mínima de 972 hPa. Debido a su desplazamiento en dirección norte y consecuentemente al entrar en contacto con aguas más frías, el sistema inició su debilitamiento, degradándose a tormenta tropical el 28 de octubre a las 21:00 UTC. El ciclón mantuvo la categoría de tormenta tropical por 18 horas, siendo degradado a depresión tropical a las 09:00 UTC del 30 de octubre. A las 15:00 UTC, la convección profunda desapareció, y Raymond se convirtió en un ciclón postropical; se disipó horas después.

### Tormenta tropical Sonia
Este sistema empezó a ser vigilado por la NHC el 29 de octubre; su estructura se encontraba elongada de forma paralela a las costas mexicanas. Mientras pasaban las horas, los vientos de nivel alto estaban propiciando condiciones favorables para un desarrollo ciclónico. La convección profunda se organizó y a las 03:00 UTC del 1 de noviembre, la NHC declaró la formación de la décimo octava depresión tropical de la temporada con designación: 18E, mientras se ubicaba a 485 kilómetros al suroeste de Manzanillo, México. La depresión encontró dificultades en su fortalecimiento, debido a una cizalladura de viento moderada al este del sistema.
La depresión se desplazaba al oeste-noroeste en las horas siguientes a su formación, girando al norte y luego al noreste; donde su convección profunda se hizo más persistente y sus vientos alcanzaban los 35 nudos (65 km/h). Estos factores permitieron a Dieciocho-E convertirse en tormenta tropical con nombre: Sonia. Debido a esto, se emitieron alerta de tormenta tropical para las localidades comprendidas entre Mazatlán y Altata. Después de alcanzar su máximo pico de intensidad con vientos de 75 km/h (1-min) el 4 de noviembre, el sistema se movió al norte-noreste de forma muy rápida donde otra cizalladura al suroeste desplazó la convección al noreste.
A las 09:00 UTC de ese día, Sonia tocó tierra sobre Sinaloa en donde se debilitó a depresión tropical. Debido a su interacción, la convección del sistema alrededor de su centro de circulación de nivel bajo desapareció rápidamente, propiciando su disipación; la NHC por lo tanto ya no lo vigilaría más.

## Nombres de los Ciclones Tropicales
| Océano Pacífico nororiental y central | Océano Pacífico nororiental y central |
| ------------------------------------- | ------------------------------------- |

| - Alvin - Barbara - Cosme - Dalila - Erick - Flossie - Gil - Henriette | - Ivo - Juliette - Kiko - Lorena - Manuel - Narda - Octave - Priscilla | - Raymond - Sonia - Tico (Sin usar) - Velma (Sin usar) - Wallis (Sin usar) - Xina (Sin usar) - York (Sin usar) - Zelda (Sin usar) |
| Océano Pacífico central                                                |                                                                        | |
| - Pewa - Unala                                                         | - Wali (Sin usar)                                                      | - Ana (Sin usar) |

Los ciclones tropicales son fenómenos que pueden durar desde unas cuantas horas hasta un par de semanas o más. Por ello, puede haber más de un ciclón tropical al mismo tiempo y en una misma región. Los pronosticadores meteorológicos asignan a cada ciclón tropical un nombre de una lista predeterminada, para identificarlo más fácilmente sin confundirlo con otros. La Organización Meteorológica Mundial (OMM) ha designado centros meteorológicos regionales especializados a efectos de monitorear y nombrar los ciclones.
Los siguientes nombres fueron usados para los ciclones tropicales que se formaron en el Océano Pacífico este y central en el 2013. Los nombres no usados están marcados con gris, y los nombres en negrita son de las tormentas formadas. Los nombres retirados, en caso, serán anunciados por la Organización Meteorológica Mundial en la primavera del 2014. Los nombres que no fueron retirados serán usados de nuevo en la temporada del 2019. Esta fue la misma lista utilizada en la temporada del 2007.

### Nombres retirados
En primavera del 2014, la Organización Meteorológica Mundial, retiro el nombre de "Manuel" de la lista de nombres para huracanes debido a los cuantiosos daños y perdidas humanas que había provocado. Fue reemplazado por "Mario" en la temporada de 2019.